# Youhanna Fouad El-Hage
Youhanna Fouad El-Hage (ur. 13 marca 1939 w Zahle, zm. 4 maja 2005), libański duchowny katolicki obrządku maronickiego, arcybiskup Trypolisu, prezydent Caritas Internationalis.
Święcenia kapłańskie przyjął 17 marca 1968. Studiował w Rzymie, USA i Bejrucie. 7 czerwca 1997 został mianowany arcybiskupem maronickim Trypolisu, przyjął sakrę biskupią 1 listopada 1997 z rąk kardynała Sfeira (patriarchy Antiochii). Nazywany "biskupem ubogich", cieszył się popularnością zarówno w środowiskach katolickich, jak i muzułmańskich w Libanie. Był szefem Caritasu libańskiego, Caritasu bliskowschodniego i północnoafrykańskiego, a od 1999 Caritas Internationalis, zrzeszającego 162 organizacje krajowe.